# Musée des beaux-arts de l'Ontario
Pour les articles homonymes, voir AGO.
Le Musée des beaux-arts de l'Ontario, en anglais : Art Gallery of Ontario, AGO, est un musée des beaux-arts situé dans le quartier Grange Park (en) de Toronto, capitale de l'Ontario, au Canada.
C'est le huitième musée d'Amérique du Nord par la taille (45 000 m2).[réf. nécessaire]

## Collections
Les collections comprennent plus de 95 000 œuvres qui couvrent une période allant du Ier siècle à nos jours. Les œuvres d'artistes canadiens constituent plus de la moitié des collections. Le musée possède également des œuvres d'artistes européens renommés, tels que Pablo Picasso, Auguste Rodin, Vincent van Gogh, Edgar Degas et Camille Pissarro (Le Pont Boieldieu à Rouen, temps mouillé). Le musée abrite aussi l'une des plus importantes collections d'art africain en Amérique du Nord, ainsi qu'une collection d'art contemporain qui illustre l'évolution des mouvements artistiques modernes au Canada, aux États-Unis et en Europe, y compris des œuvres de Andy Warhol, Claes Oldenburg, et Jenny Holzer.
Enfin le musée héberge le Henry Moore Sculpture Centre, qui possède la plus grande collection d'œuvres de ce sculpteur britannique.

## Histoire
Le Musée des beaux-arts de l'Ontario fut fondé en 1900 par un groupe de personnes privées, en tant que « Musée d'art de Toronto » (Art Museum of Toronto). Il fut renommé « Musée des beaux-arts de Toronto » en 1919 et « Musée des beaux-arts de l'Ontario » en 1966. En 2008, son agrandissement a été conçu par Frank Gehry.

## Collection
La collection du musée contient près de 95 000 objets organisés selon dix catégories :
- Art canadien
- Art autochtone
- Art européen
- Art moderne
- Art contemporain
- Art africain
- Photographies
- Estampes et dessins
- La collection Thomson

## Œuvres
Parmi les œuvres conservées par l'institution, relevons :
- Le Tintoret, Le Christ lavant les pieds de ses disciples, vers 1545–55[3]
- Cercle d'Hans Holbein le Jeune, Portrait du Roi Henri VIII, années 1560[4]
- Pierre Paul Rubens, Le Massacre des Innocents, vers 1611–12[5]
- Antoine van Dyck, Daedalus et Icarus, vers 1620[6]
- Gian Lorenzo Bernini, Buste de Grégoire XV, vers 1621[7]
- Frans Hals, Portrait d'Isaac Abrahamsz. Massa, 1626[8]
- Nicolas Poussin, Vénus, mère d'Énée, lui présentant des armes forgés par Vulcain, vers 1636–37[9]
- Pierre Paul Rubens, L'Élévation de la Croix, vers 1638[10]
- Carel Fabritius, Portrait d'une femme assise avec un mouchoir, vers 1644[11]
- Gian Lorenzo Bernini, Le corps crucifié du Christ, vers 1650[12]
- Rembrandt, Portrait d'une femme au chien, vers 1665[13]
- Claude Lorrain, L'embarquement de Carlo et Ubaldo, 1667[14]
- Jean-Siméon Chardin, Le Bocal d'abricots, 1758[15]
- François Boucher, Les Sabots, 1768[16]
- Thomas Gainsborough, Le Chariot de la récolte, 1784–85[17]
- Paul Kane, Scène dans le Nord-Ouest, 1845–46[18]
- James Tissot, La Demoiselle de magasin, 1883–1885[19]
- Paul Cézanne, Intérieur d'une forêt, vers 1885[20]
- Vincent van Gogh, Femme à la bêche vue de dos, vers 1885[21]
- Jean-Léon Gérôme, Sculpturæ vitam insufflat pictura, 1893[22]
- Paul Gauguin, Nave Nave Fenua de la série Noa Noa, 1893–94[23]
- Camille Pissarro, Le Pont Boieldieu à Rouen, temps mouillé, 1896[24]
- Pablo Picasso, La soupe, vers 1902[25]
- Claude Monet, Charing Cross Bridge, brouillard, 1902[26]
- J. E. H. MacDonald, Tracks and Traffic, 1912[27]
- Amedeo Modigliani, Portrait de Beatrice Hastings, 1915[28]
- John W. Waterhouse, I Am Half-Sick of Shadows, Said the Lady of Shalott, 1915[29]
- Tom Thomson
  - Terre inondée, 1912
  - Feuillage d'automne, fin 1915
  - Le Vent d'ouest, hiver 1916-1917[30]
  - Northern Lights, printemps 1917[31]
- Pierre-Auguste Renoir, Le Concert, 1918-1919[32]
- Augustus John, Marchesa Casati, 1919[33]
- Emily Carr, Church at Yuquot Village, ancien connu sous le titre Indian Church, 1929, renommé en 2018[34]
- George Segal, The Butcher Shop, 1965

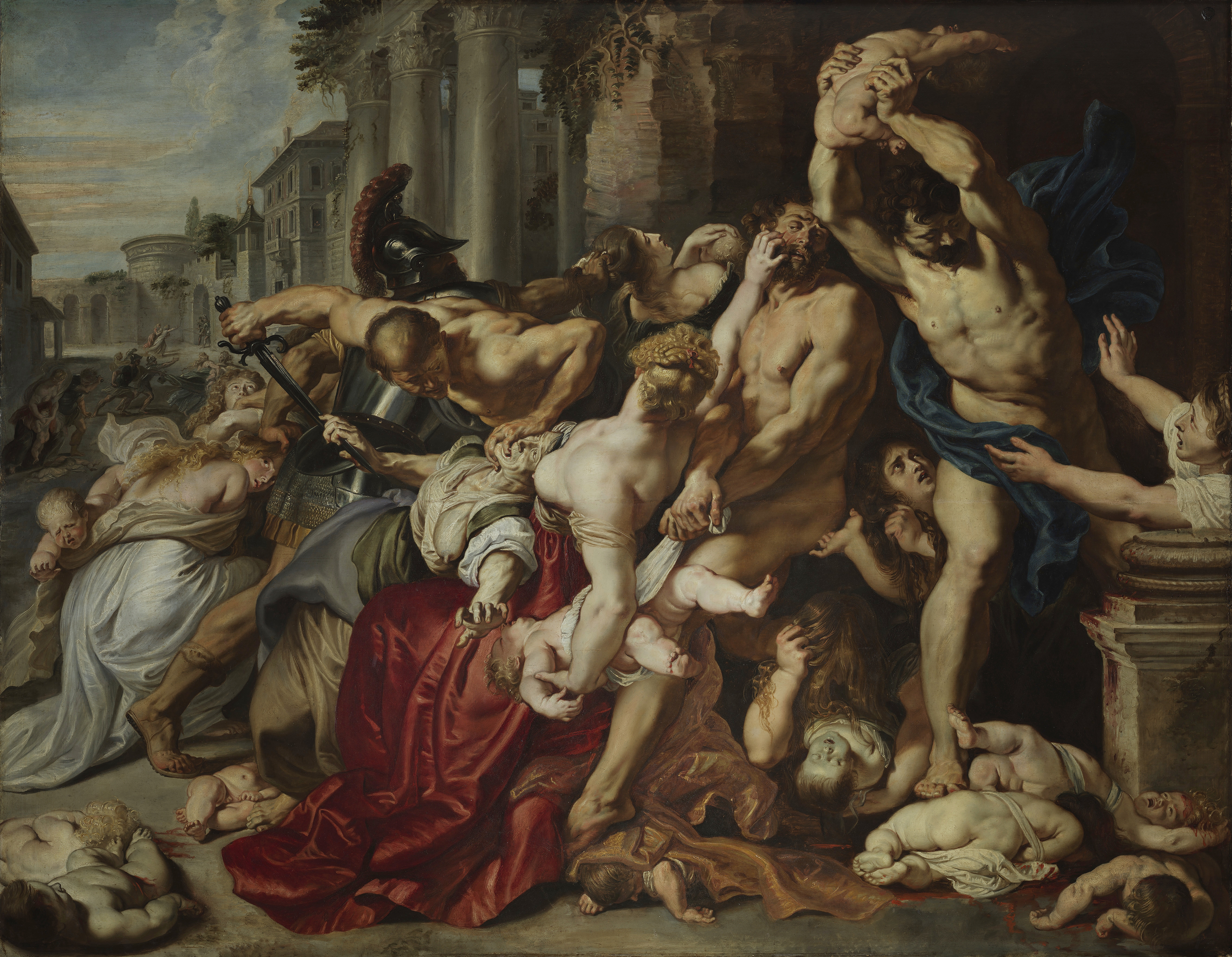
Le Massacre des Innocents, Pierre Paul Rubens, 1611-1612.
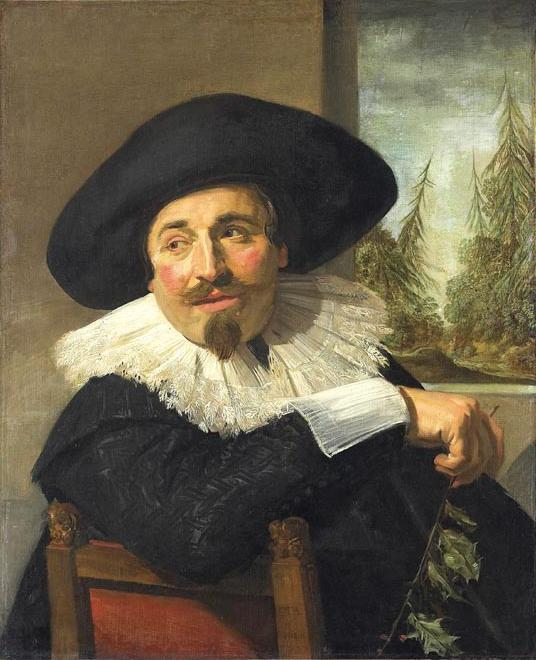
Portrait d'Isaac Abrahamsz. Massa, Frans Hals, 1626.
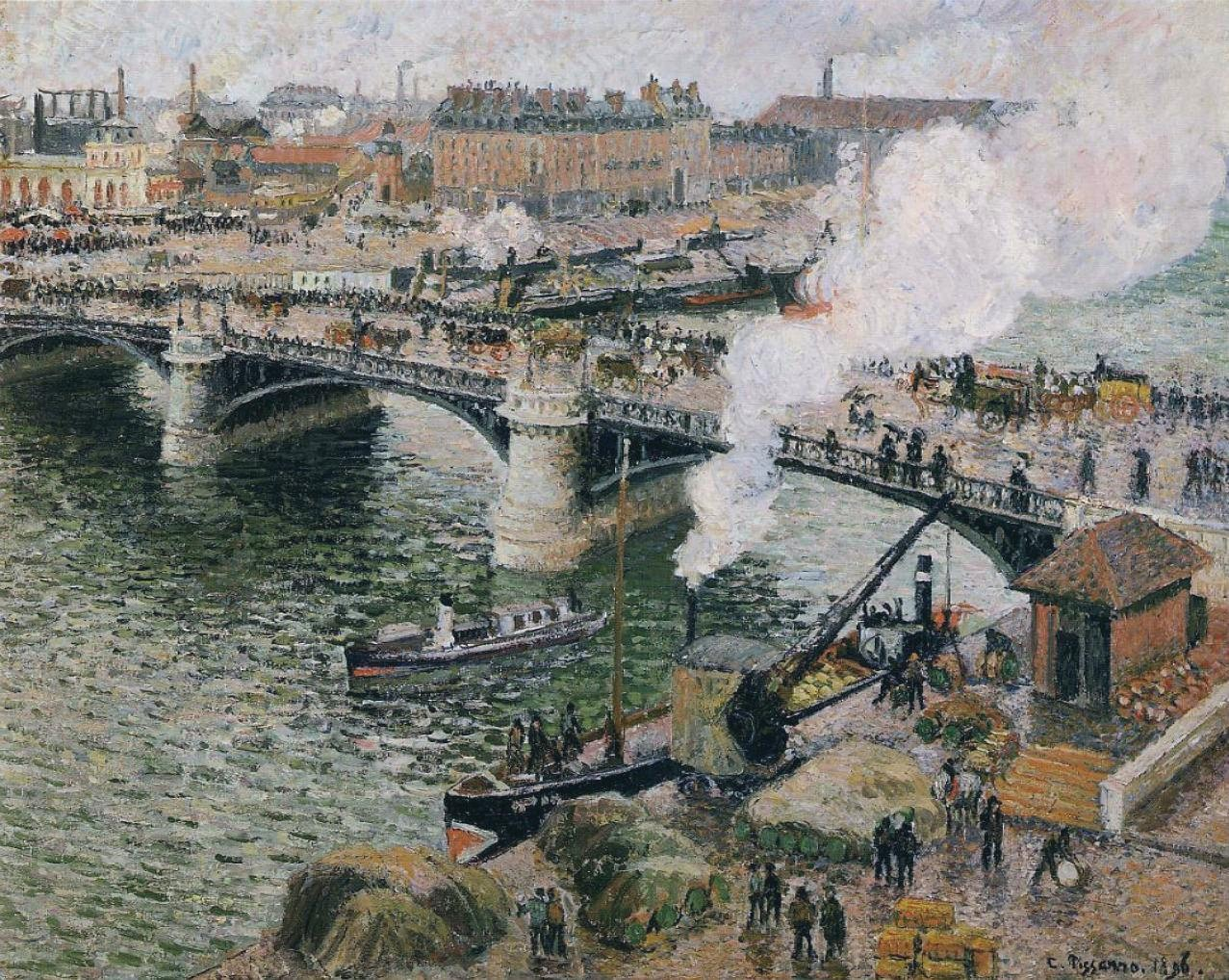
Le Pont Boieldieu à Rouen, temps mouillé, Camille Pissarro, 1896.
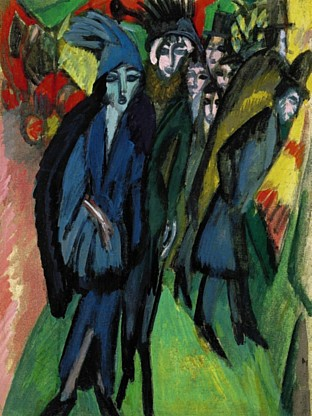
Scène de rue à Berlin, Ernst Ludwig Kirchner, 1913.
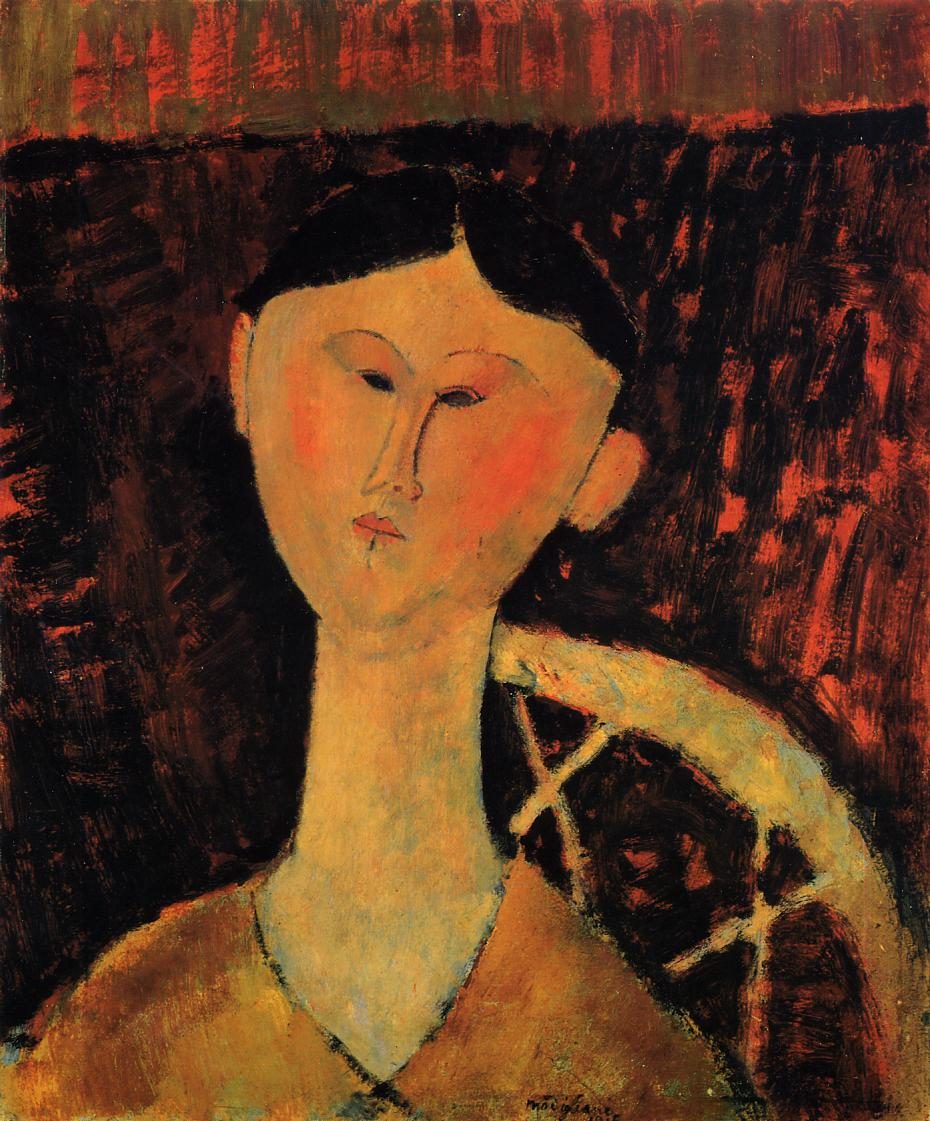
Portrait de Beatrice Hastings, Amedeo Modigliani, 1915.